# Movimiento Nacional Iraquí
El Movimiento Nacional Iraquí (en árabe الحركة  الوطنية   العراقية transcrito como al-Haraka al-Wataniya al-Iraqiyya), también conocido como Lista al-Iraqiya o Lista Iraquí es una Coalición política iraquí.
La coalición fue fundada por el ex primer ministro iraquí Iyad Allawi e importantes líderes suníes para participar en las elecciones parlamentarias del 7 de marzo del 2010.
Allawi es el líder del Acuerdo Nacional Iraquí, un partido político aconfesional y liberal que se opone a las divisiones sectarias y pretende integrar a su organización a iraquíes de todas las etnias y confesiones religiosas; aunque la mayoría de sus votantes son chiíes moderados liberales que no simpatizan con los partidos confesionales chiíes (el propio Allawi es un árabe chiita iraquí). Cuando se aproximaban las elecciones parlamentarias del 2010, Allawi entró en negociaciones con los líderes de los principales partidos políticos de los árabes suníes iraquíes para formar una alianza; en las elecciones anteriores los grupos suníes no habían tenido éxito ante la alianza formada por los partidos confesionales de la mayoría árabe chií del país. Pero en un nuevo escenario político donde los partidos chiíes concurrían divididos en dos coaliciones (la Coalición del Estado de Derecho y la Alianza Nacional Iraquí) la unión de los partidos suníes con el partido de Allawi ofrecía una gran oportunidad de ganar los comicios.
Allawi y los líderes suníes (entre ellos Tariq al-Hashimi, Primer Vicepresidente de Irak, y Saleh al-Mutlaq) sellaron el pacto y fundaron el Movimiento Nacional Iraquí, como una coalición que pretendía ser laica y no sectaria. Allawi fue postulado como el candidato a Primer ministro de Irak de la coalición en las elecciones generales. A la alianza se unieron también pequeños partidos representantes de otras etnias y confesiones religiosas, como turcomanos iraquíes.
- Datos: Q1572765
- Multimedia: Iraqiya Coalition / Q1572765